# Padania

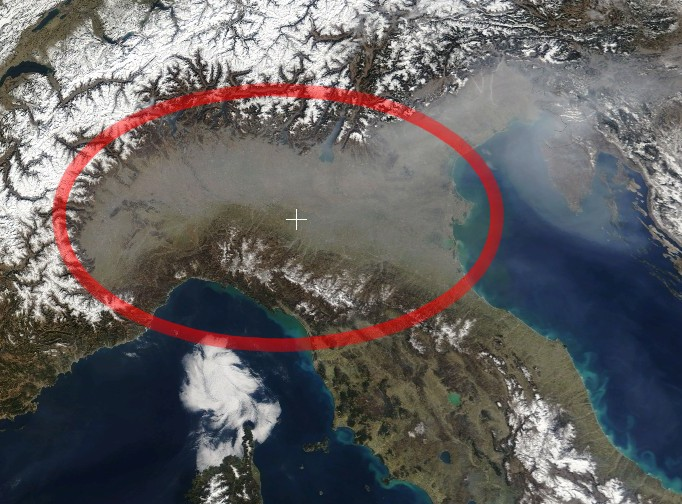
Câmpia / Valea Padului în nordul Italiei

Padania este numele sub care sunt cunoscute Piemont, Lombardia și alte regiuni din nordul Italiei (Câmpia Padului), unde sunt comune limbile nord-italiene (Lombardă, venetă, piemonteză, ligură și emiliano-romagneză). Termenul derivează de la numele latin al principal râu din nordul Italiei Pad, Padus.
Acest termen a intrat în utilizare la scară largă în anii 1990, atunci când partidul separatist Liga Nordului, a cerut separarea Padaniei de sudul înapoiat și agrar al țării, a creat un Parlament în "umbră" în Mantua și a petrecut alegeri pentru desemnarea componenței acestuia. Pentru a atrage atenția asupra activității sale, Liga Nordului a organizat în 1998 selecționata de fotbal a Padaniei.

## Regiunile Padaniei

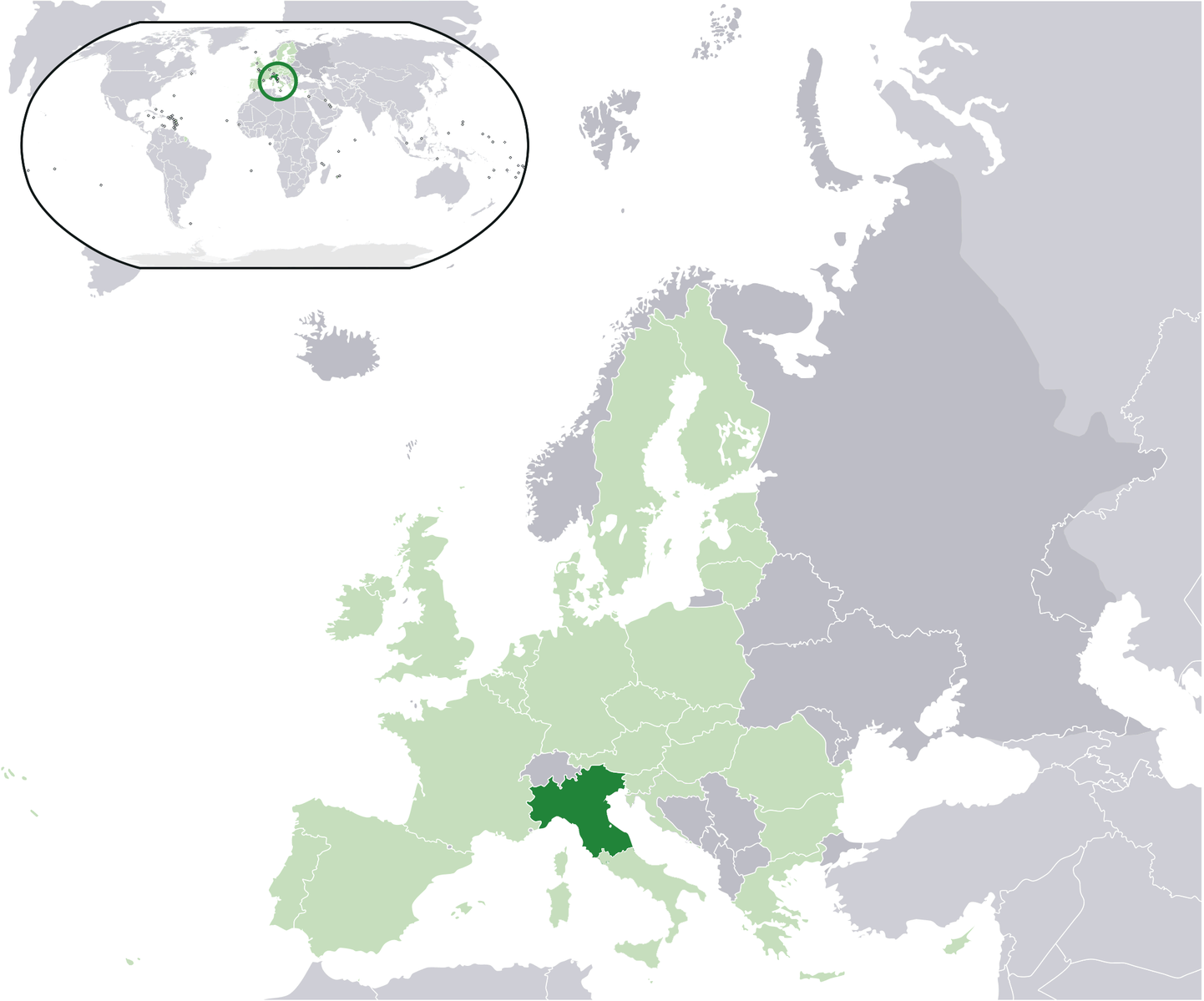
Padania propusă de Liga Nordului

| Regiune                 | Populația (2012) | Suprafață (km²) |
| ----------------------- | ---------------- | --------------- |
| Lombardia               | 9,826,141        | 23,865          |
| Veneto                  | 4,912,438        | 18,391          |
| Piemont                 | 4,446,230        | 25,399          |
| Emilia-Romagna          | 4,377,435        | 22,451          |
| Liguria                 | 1,615,986        | 5,422           |
| Friuli-Veneția Giulia   | 1,234,079        | 7,845           |
| Trentino-Tirolul de Sud | 1,028,260        | 13,607          |
| Valea Aosta             | 127,866          | 3,263           |
| Nordul Italiei          | 27,568,435       | 120,243         |
| Toscana                 | 3,730,130        | 22,993          |
| Marche                  | 1,557,676        | 9,366           |
| Umbria                  | 900,790          | 8,456           |
| Padania                 | 33,757,031       | 161,076         |